# Ferrari 250 GT Competizione
Ferrari 250 GT Competizione — гоночный автомобиль, созданный в Ferrari под возможность участия незаводскими командами и частными гонщикам в любых дорожно-кольцевых гонках и гонках типа ралли, в том числе в гонках чемпионата World Sportscar Championship в категории Grand Tourismo и классе 3.0 литра. Автомобиль выпускался 4 года мелкими сериями в период 1956-1959 годов. Всего изготовлено 73 единицы различных модификаций. Цена в США — 11000$.
Цифровой индекс «250» означает рабочий объём одного цилиндра двигателя. Обозначение «Competizione» — с итал. — «соревнование». Автомобиль также известен как: 250 GT Berlinetta 1956 года, 250 GT Tour de France.

## Конструкция
Автомобиль разработан на общем шасси для всех автомобилей Ferrari категории GT периода 1955-1960 года: трубчатой лонжеронной рамы tipo-508 с независимой передней и зависимой задней подвесками и 3-литрового двигателя Ferrari-Colombo V-12. Кузов автомобиля типа berlinetta выполнен из алюминия кузовным предприятием Carrozzeria Scaglietti на основе эскизов Pinin Farina. Трансмиссия — механическая, классического типа (коробка передач сблокирована с двигателем). Передняя подвеска — двухрычажная, пружинная. Задняя подвеска — на неразрезном мосту и продольных тягах, рессорная. Амортизаторы — коловратного типа. Тормоза — барабанные. Колёсные ступицы — типа Rudge-Whitworth с центральной гайкой. Колёса — спицованные Borrani, размером 6×16. Шины — Pirelli.

## Модификации
В процессе периода выпуска автомобиля стилистика кузова ежегодно корректировалась. Автомобили 1956 года были стилистически близки к модели Ferrari 250 MM 1953 года, имели панорамное заднее стекло и скруглённую поверхность задних крыльев. Таких автомобилей было сделано 10 единиц, в том числе 2 единицы компанией Zagato. 12 единиц первой серии выпуска 1957 года получили более плоское заднее стекло, изменённую форму задних крыльев и задней оптики, а 15 единиц второй серии ещё и новую переднюю оптику, видоизменённую радиаторную решётку, и трёхжаберные вентиляционные прорези на боковинах передних крыльев. 29 единиц выпуска 1958 года получили новую форму вентиляционных прорезей в крыльях и позади стёкол дверей.

#### 250 GT Interim
Обозначение относится к автомобилям выпуска 1959 года, все 7 единиц которых были построены в Pinin Farina со всеми вышеупомянутыми изменениями на короткобазной раме Passo Corto, более известной как SWB (Short Wheel Base) с размером колёсной базы в 240 см., и стали таким образом предсерийными образцами следующей гоночной модели Ferrari GT — 250 GT SWB Berlinetta

## Спортивные результаты
Порядка 180 побед в различных дорожных и дорожно-кольцевых гонках в период 1955-1967 годов.
Наиболее известными достижениями автомобиля являются 4-кратная победа подряд в гонке Tour de France 1956/57/58/59 годов, название которой в дальнейшем стало неофициальным обозначением данной модели, даже более известным и распространённым, чем первоначальное «Competizione», а также третье место в абсолюте (и победа в категории GT) на 3-м этапе Worls Sportscar Championship 1957 года, гонке Милле Милья.